# انگلیسی در رایانش

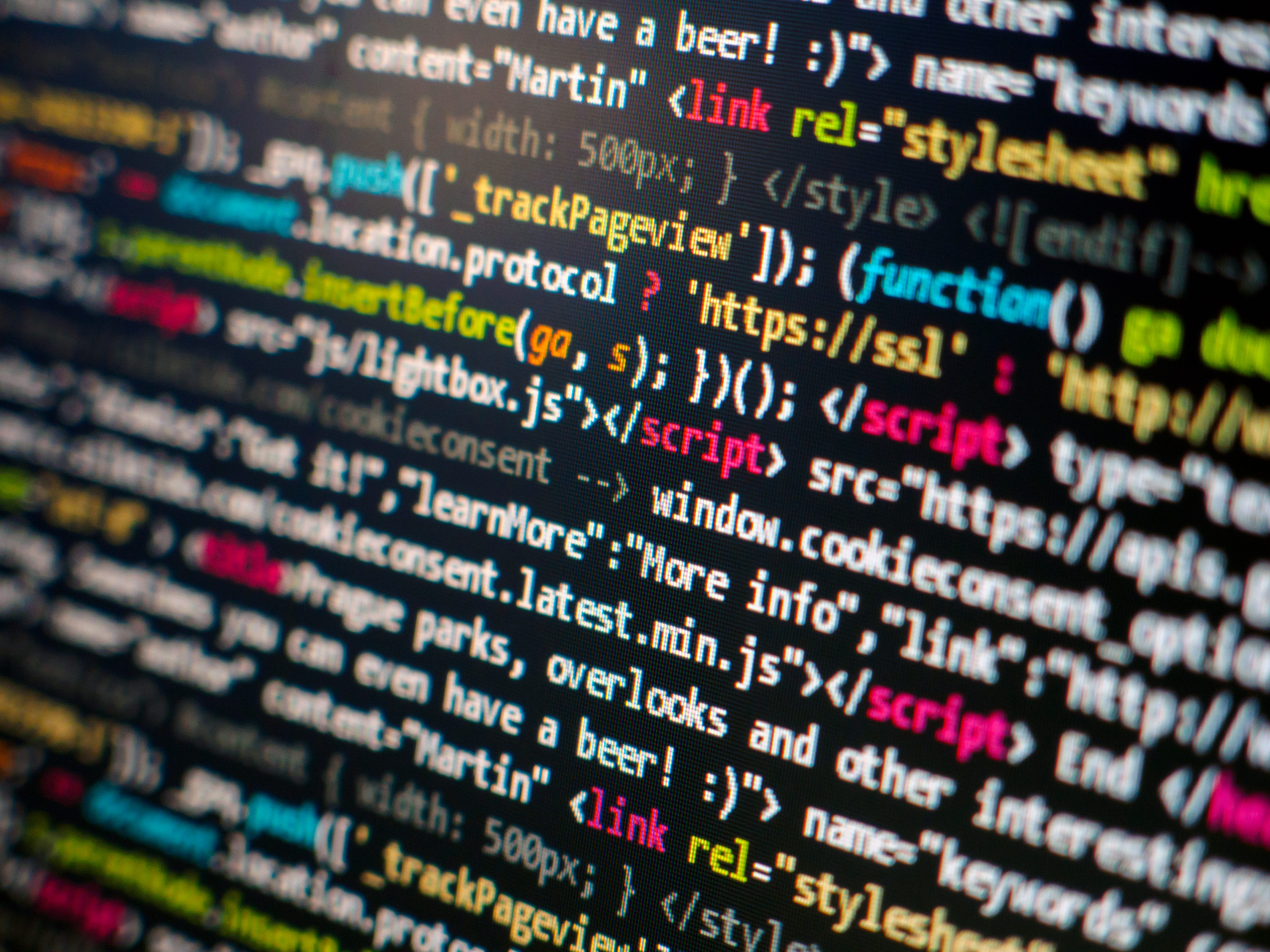
برنامه‌نویسی رایانه بیشتر از دیگر بخش‌های علوم رایانه با انگلیسی سروکار دارد

زبان انگلیسی به عنوان زبان میانجی در رایانه و فناوری اطلاعات توصیف می‌شود. در مقایسه با سایر علوم که لاتین و یونانی اغلب منابع اصلی واژگان هستند، علوم رایانه به طور گسترده‌تری از انگلیسی وام می‌گیرند. در گذشته به دلیل محدودیت‌های فنی رایانه‌های اولیه و عدم استانداردسازی بین‌المللی در اینترنت، کاربران رایانه به استفاده از انگلیسی و الفبای لاتین محدود بودند. اگرچه امروزه این محدودیت تاریخی به دلیل نوآوری‌ها و بهبودها و پیشرفت‌ها در زیرساخت اینترنت و افزایش سرعت رایانه‌ها کمتر وجود دارد. اکثر محصولات نرم‌افزاری به زبان‌های گوناگون بین‌المللی‌سازی و محلی‌سازی شده‌اند و اختراع یک کدبندی نویسه به نام یونی‌کد مشکلات مربوط به الفباهای غیر لاتین را حل کرده است. برخی از محدودیت‌ها فقط اخیراً تغییر کرده‌اند، مانند نام‌های دامنه که قبلاً فقط نویسه‌های ASCII را اجازه می‌دادند.
زبان انگلیسی به دلیل برجستگی ایالات متحده (USA) و پادشاهی متحده (UK) که هر دو جزو کشورهای انگلیسی‌زبان هستند و در توسعه و رواج‌دادن سیستم‌های رایانه‌ای و شبکه‌های رایانه‌ای، نرم‌افزار و فناوری اطلاعات، نقش  اصلی و رهبری را ایفا کرده‌اند، توانست به این جایگاه دست پیدا کند.

## انگلیسی در شبکه جهانی وب
انگلیسی با ۲۷ درصد از کاربران اینترنت، بزرگترین زبان در شبکه جهانی وب است.

### محتوای وب جهانی

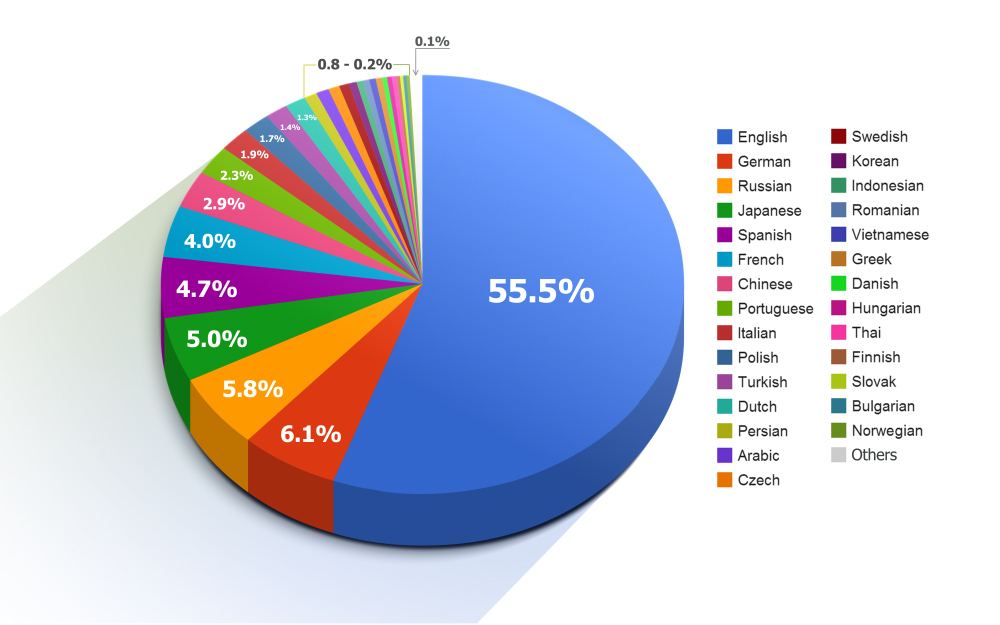
نمودار دایره‌ای از زبان‌های مورد استفاده بر روی اینترنت

یک ارزیابی به طور گسترده نقل‌شده برای مقدار محتوای وب در انگلیسی، ۸۰٪ است. منابع دیگر ارزیابی‌هایی با ارقام پنج تا پانزده درصد پایین‌تر نشان می‌دهند، هرچند که هنوز بیش از ۵۰ درصد است.   دو واقعیت قابل توجه در مورد این درصدها وجود دارند:
محتوای وب انگلیسی از تعداد کاربرانی که انگلیسی زبان اول آن‌ها است به نسبت ۲ به ۱ بیشتر است.
با توجه به پیشروی عظیمی که در حال حاضر انگلیسی از آن برخوردار است و استفاده روزافزون آن به عنوان زبان میانجی در حوزه‌های دیگر، محتوای وب انگلیسی ممکن است همچنان به تسلط خود ادامه دهد، حتی با کاهش کاربرانی که انگلیسی زبان اول آن‌ها است. این یک حلقه بازخورد مثبت کلاسیک است، کاربران جدید اینترنت، یادگیری انگلیسی و استفاده از آن به صورت آنلاین را مفید می‌دانند، بنابراین اعتبار و جایگاه انگلیسی را تقویت می‌کنند و کاربران جدید بعدی نیز مجبور می‌شوند انگلیسی یاد بگیرند.
برخی دیگر از عوامل که برخی از آن‌ها قبل از ظهور رایانه و اینترنت و وب وجود داشتند، انگلیسی را به سمت جایگاه اکثریت محتوای وب سوق داده‌اند. قابل توجه‌ترین در این زمینه، تمایل محققان و متخصصان به انتشار مقالات و کتاب‌ها و آثار خود در انگلیسی برای اطمینان از حداکثر بازدهی و بازخورد است. برای مثال، بزرگترین پایگاه اطلاعات کتابشناختی پزشکی نشان می‌دهد که انگلیسی در چهل سال گذشته زبان انتخاب‌شده اصلی بود و سهم آن به طور مداوم در مدت مشابه افزایش یافته است.
این حقیقت که افراد غیر انگلیسی‌زبان به طور منظم متحوا به انگلیسی منتشر می‌کنند، تسلط و جایگاه این زبان را تقویت می‌کند. انگلیسی دارای یک دایره واژه فنی بسیار غنی و پربار است (عمدتاً چون افراد بومی و غیر بومی به طور یکسان از آن برای برقراری ارتباط درباره مسائل فنی استفاده می‌کنند) و بسیاری از متخصصان فناوری اطلاعات و سایر حوزه‌ها بدون توجه به کشور مبدأ، از انگلیسی استفاده می‌کنند.

## هوش مصنوعی
در هوش‌مصنوعی نرم‌افزارهای مترجم، انگلیسی نقش یک زبان میانجی ترجمه‌ای را ایفا می‌کند. برای ترجمه دو زبان به یکدیگر، زبان مبدأ به انگلیسی و سپس از انگلیسی به زبان مقصد ترجمه می‌شود. همچنین کاراکترهای زبان انگلیسی در مقایسه با زبان‌های دیگر، حجم کمتری اشغال می‌کنند. بدین خاطر خیلی از افراد برای صرفه جویی در پیامک دادن از کاراکترهای انگلیسی استفاده می‌کنند.
بسیاری از کاربرهای چت‌جی‌پی‌تی اعلام کرده‌اند که چت هوش مصنوعی،‌ به زبان انگلیسی درست عمل می‌کند اما به پرسش‌های زبان‌های دیگر پاسخ‌های دقیقی نمی‌دهد.

## امنیت شبکه
در شاخه شبکه به عنوان یکی از رشته‌های علوم رایانه زبان انگلیسی بسیار استفاده می‌شود. امروزه بیشتر کتاب‌ها و منابع دسته اول در زمینه امنیت شبکه به زبان انگلیسی هستند.

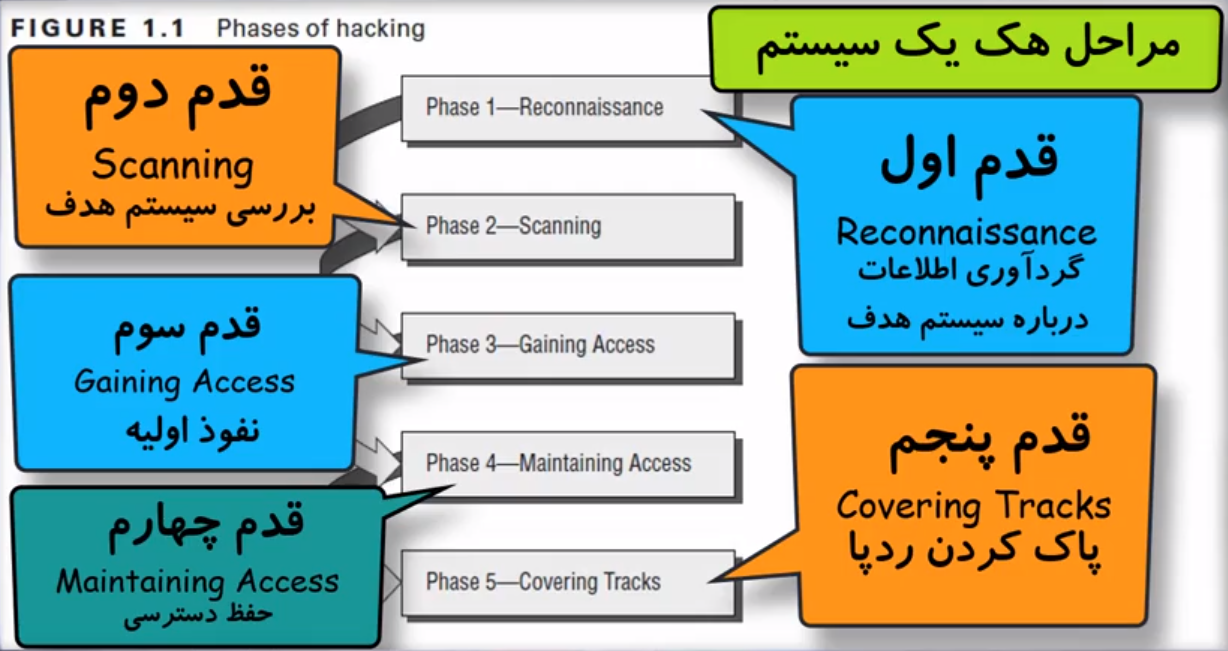
مراحل هک یک سیستم برگرفته از کتاب انگلیسی آموزش هک اخلاقی (CEH)

## ارجاعات
1. ↑  What percentage of the internet is in English?
2. ↑  "Usage of content languages for websites". W3Techs.com. Retrieved 30 December 2011.
3. ↑  "News". Symantec. Archived from the original on 24 December 2005. Retrieved 31 January 2014.
4. ↑  English could snowball on Net TRN 112101
5. ↑  «هوش مصنوعی جدید برای ترجمه صد زبان - بهار نیوز». www.baharnews.ir. دریافت‌شده در ۲۰۲۲-۰۶-۰۸.
6. ↑  «چرا کارکترهای فارسی بیشتر از انگلیسی، فضا اشغال می‌کنند؟». زومیت. ۲۰۱۴-۰۵-۰۴. دریافت‌شده در ۲۰۲۲-۰۶-۰۸.
7. ↑  "طنز سیاسی؛ چت جی‌پی‌تی درباره افغانستان و طالبان چه می‌گوید؟". افغانستان اینترنشنال. Retrieved 2023-04-01.